# Флуар і Бланшфлор

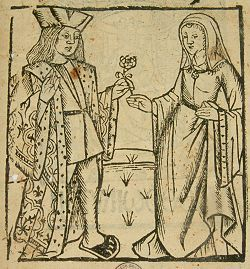
Флуар і Бланшфлор, ілюстрація голландського майстра Яна ван Десборга бл. 1517 р.

Флуа́р і Бланшфло́р (фр. Floire et Blancheflor) – давньофранцузький роман у віршах невідомого автора, створений між 1160 й 1170 роками.

## Сюжет
Роман складається з майже 3000 віршованих рядків, поєднаних парним римуванням. У творі йдеться про кохання між Флуаром, королевичем, що мешкає в арабській Іспанії, та Бланшфлор, донькою ув’язненої християнської рабині. Діти народжуються в один і той же час, разом ростуть й невдовзі закохуються одне в одного. Подібно до новели “Окассен і Ніколетт” батьки намагаються розлучити закоханих, врешті вони продають Бланшфлор як рабиню, й та опиняється зачиненою в жіночій башті вавилонського еміра. Флуар вирушає на пошуки коханої й справді знаходить її там. Флуар і Бланшфлор таємно живуть разом у башті, та якось емір застає їх удвох. Закоханим загрожує розправа. Проте чистота їхнього кохання, вірність та самопожертва зворушують еміра настільки, що той погоджується відпустити обох. (У народній версії цього роману Флуар здобуває свободу для обох в бою). 

## Структура роману
Структура роману надзвичайно продумана: ефект напруженості досягається завдяки зумисним відступам – дискусіям про лицарскі чесноти й вартості. Автор роману був доволі освіченою людиною, оскільки в оповіді є багато посилань на різні тогочасні твори.

## Питання про походження сюжету
Арабське походження роману сьогоднішні дослідники відкидають, хоча не виключено запозичення з арабської традиції окремих елементів (як, наприклад, жіноча башта – своєрідний гарем). Так само малоімовірним вважається сьогодні приналежність роману до візантійського культурного кола. Сюжет і структура роману вписуються в традицію французької середньовічної літератури.